# Victoria Yar Arol
Victoria Yar Arol (1948 - 1980) foi uma política sudanêsa e a primeira mulher do sul do Sudão a estudar na Universidade de Cartum; mais tarde, foi uma política com assentos na assembleia regional da província de Bahr el Ghazal e da Assembleia Nacional do Povo do Sudão.

## Carreira
Victoria Yar Arol nasceu em 1948 no Sudão.
  Ela era filha de um chefe tribal Dinka que tinha várias esposas e entre 20 a 30 filhos. Arol foi o primeiro membro da sua família a frequentar regularmente a escola.  Ela foi a primeira mulher do sul do Sudão a ingressar na Universidade de Cartum, graduando-se em economia e ciência política na década de 1960.

Arol casou-se com Toby Maduot, um médico e político que mais tarde se tornaria presidente da União Nacional Africana do Sudão (SANU), e tiveram três filhos juntos.
  Arol era membro da SANU e foi a primeira mulher eleita para a Assembleia Regional do Povo para a Província de Bahr el Ghazal, onde presidiu a um comité de combate à corrupção.  Foi nomeada vice-ministra no secretariado regional da União Socialista Sudanesa em 1979.  Em 1979, ela sugeriu então que as cidades disputadas de Abyei, Kurmuk e Kafia Kingi fossem devolvidas à região sul, já que estavam tão associadas antes da independência.  Mais tarde, ela teve um assento na Assembleia Nacional do Povo do Sudão como membro representativo da mulher.
Ela era a tia da política Nyandeng Malek Deliech, governadora do estado de Warrap.
 Quando Deliech estava perto de concluir a sua educação primária por volta de 1977, Arol a levou para Juba para continuar os seus estudos, em vez de abandonar o ensino fundamental, como era a norma na sua aldeia.  Arol morreu em 1980. Ela foi citada pelo presidente do Sudão do Sul, Riek Machar, como inspiração para as mulheres sul-sudanesas.